# Dorian McDaniel
Dorian McDaniel (* 9. Januar 1987 in New York City) ist ein ehemaliger US-amerikanisch-deutscher Basketballspieler. Er spielte bis zum Ende der Saison 2016/17 für den FC Schalke 04 in der 2. Bundesliga ProB und im vorherigen Verlauf seiner Karriere unter anderem für die Düsseldorf Giants in der Basketball-Bundesliga.

## Laufbahn
McDaniel wurde in New York City als Sohn einer Deutschen und des US-Schauspielers James McDaniel geboren. Er wuchs zweisprachig (Englisch und Deutsch) hauptsächlich in New York und Los Angeles auf und besuchte in den Ferien oft die Heimat seiner Mutter.
Er spielte Basketball an der Westchester High School in Los Angeles und wechselte 2005 an die University of Northern Colorado, wo er eine Saison blieb, ehe er 2006 an die Prairie View A&M University (Bundesstaat Texas) ging. Nach dem Ende seiner Uni-Karriere begann er in Deutschland eine Profilaufbahn. Gänzlich unbekannt war ihm die Basketball-Szene in Deutschland seinerzeit nicht: Als Jugendlicher hatte er in den Ferien einst an Basketball-Camps in Deutschland teilgenommen. Mitte August 2010 unterschrieb er bei den Düsseldorf Giants aus der Basketball-Bundesliga. McDaniel bestritt 26 Bundesliga-Spiele für die Rheinländer im Laufe der Saison 2010/11 und erzielte insgesamt 49 Zähler.
Zur Saison 2011/12 ging er zum Zweitligisten Cuxhaven BasCats und war dort Leistungsträger. Es folgten weitere Stationen bei Vereinen, die wie Cuxhaven in der 2. Bundesliga ProA antraten. Doch weder in Paderborn, Nürnberg noch in Magdeburg konnte er an die starken in Cuxhaven erbrachten Leistungen anknüpfen.
Im Januar 2014 wurde McDaniel von Citybasket Recklinghausen aus der 2. Bundesliga ProB verpflichtet und verstärkte die Mannschaft bis Januar 2016, ehe er sich kurz danach dem FC Schalke 04 anschloss. Er beendete die Saison 2015/16 in der zweiten Herrenmannschaft der Gelsenkirchener und stand dann in der Spielzeit 2016/17 im Aufgebot der ersten Mannschaft der „Königsblauen“, die gerade den Aufstieg in die ProB geschafft hatten.